# Antoni Llonch i Gambús
Antoni Llonch i Gambús (Sabadell, 30 de setembre de 1914 - 19 de maig de 1974) fou un industrial tèxtil i alcalde sabadellenc, germà del doctor Josep M. Llonch.

## Biografia
Cursà el primer ensenyament als Escolapis de Sabadell i de molt jove s'incorporà a l'empresa tèxtil del seu pare, la raó social Baygual i Llonch, SA, que compartia amb els germans Baygual. El 1950 constituí l'empresa Antoni Llonch, SA, situada al carrer de Vilarrúbias primer i després a la carretera de Terrassa de Sabadell. A part de la indústria tèxtil, Antoni Llonch participà intensament en les activitats socials de la ciutat. Va ser president de la Congregació Mariana de l'Acadèmia Catòlica de Sabadell; cofundador i president de la Joventut de la Faràndula, que feia les seves activitats al teatre Alcázar, fins que el desembre de 1956 s'enllestí la construcció del nou Teatre La Faràndula. Va ser president del Gremi de Fabricants de Sabadell, president del Centre d'Esports Sabadell, vicepresident de l'Agrupació Mútua del Comerç i de la Indústria i diputat provincial.
L'abril de 1960 va ser nomenat alcalde de la ciutat, en substitució de Josep Maria Marcet i Coll, càrrec que va exercir fins al gener de 1965. Durant aquest breu mandat va iniciar els tràmits per soterrar el ferrocarril al seu pas per la ciutat i hagué d'afrontar les dramàtiques conseqüències de la riuada del setembre de 1962, en què dirigí les tasques de reconstrucció de la indústria sinistrada i l'ajut a les famílies damnificades pels estralls de la tempesta. L'any 1965 l'Ajuntament acordà donar-li la medalla d'or de la ciutat.